# الولع بالبلع

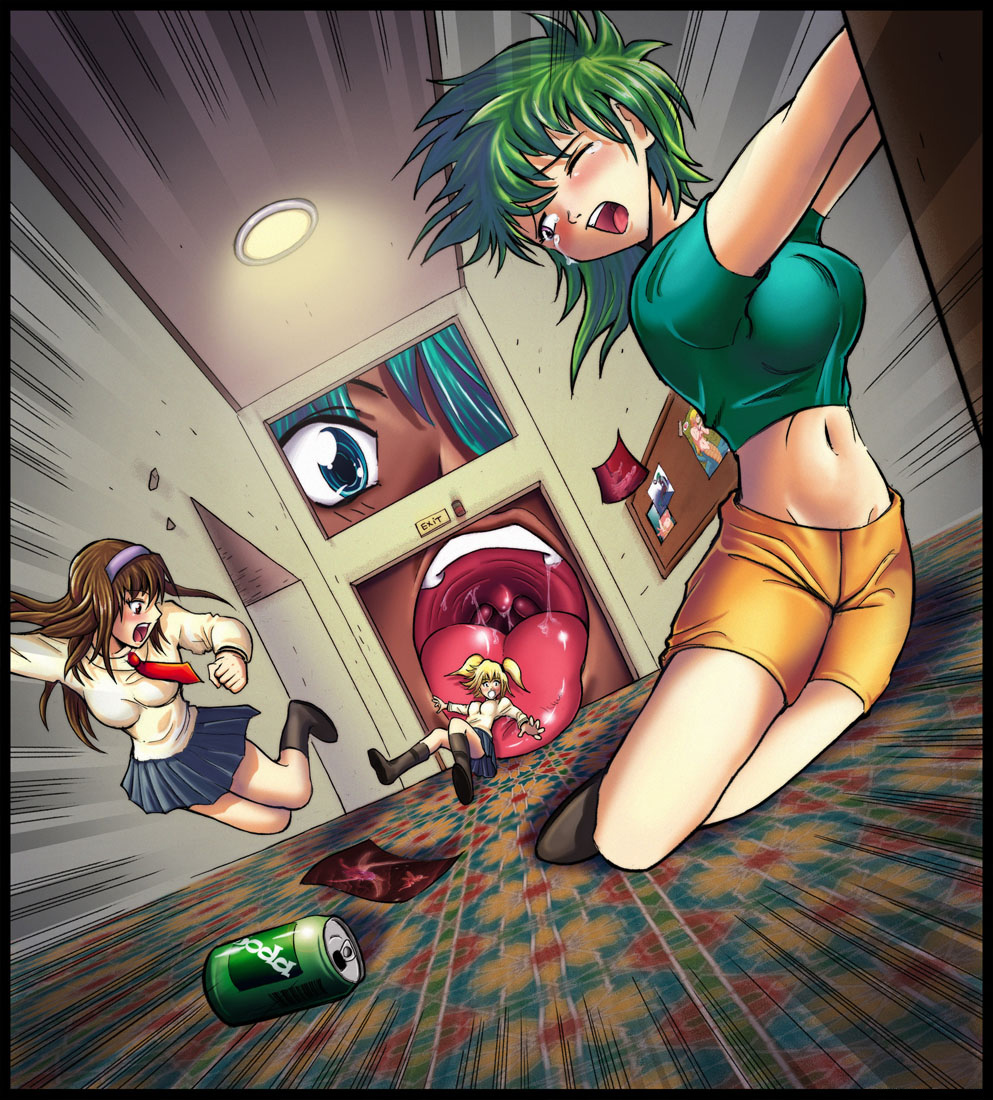
مانغا يابانيّة تستعرض شخصٌ عملاق يبتلع أشخاص آخرين.

ولع البلع أو اشتهاء البلع أو الفورافيليا (بالإنجليزية: Vorarephilia)‏، هو شذوذ جنسي وفيه يتوّلع المُصاب بفكرة أنه يأكل ويبتلع شخصاً آخر، أو أن يقوم شخصاً آخر أو مخلوق غريب بأكله، أو يتلذذ بمُشاهدة شخص يأكل شخصاً آخر. تُعتبر الفورافيليا صعبة التحقيق في العالم الواقع نظراً لكونها جريمة يعاقب عليها القانون، فلذلك فإن المُصاب عادة ما يتلذذ بهذا الشذوذ في القصص والأفلام وألعاب الفيديو.
ينطوي خيال هذا الشذوذ الجنسي على ابتلاع الضحية بشكلٍ كامل، فلذلك يندرج كفرع تحت اشتهاء العمالقة وفيه دائماً ما يتخيل المُصاب بأنه صغير الحجم وأن الذي يأكله هو عملاق نسبياً. في الزمن الحالي لا يُعرف علاج كامل لهذه الحالة، ولكن توجد بعض الأدوية التي من الممكن أن تُقلل الدافع الجنسي وراء هذا الشذوذ.